# Truevision TGA
Il Truevision TGA (indicato semplicemente come TGA, acronimo per Truevision Graphics Adapter, o TARGA) è un formato di file di grafica raster sviluppato da Truevision nel 1984.

## Storia
Nacque alla fine degli anni ottanta per il salvataggio di immagini digitali per le schede di acquisizione "Targa".
Data la potenza e le caratteristiche di suddette schede, originariamente installate direttamente sui monitor, si vide la necessità di trattare le immagini ad alta definizione con programmi e componenti hardware aventi tra loro una perfetta compatibilità, ma senza sbocchi verso altri sistemi.

## Caratteristiche
Per anni il formato .tga è rimasto il più preciso e particolarmente fedele nei colori, soprattutto grazie al salvataggio di immagini non compresse, salvaguardando il risultato da quelle alterazioni che spesso si verificano con i formati compressi (ad esempio il JPEG). Unico difetto di questi file è la loro grandezza.